# Xã Jerome, Quận Union, Ohio
Xã Jerome (tiếng Anh: Jerome Township) là một xã thuộc quận Union, tiểu bang Ohio, Hoa Kỳ. Năm 2010, dân số của xã này là 7.541 người.